# Calle del Mediodía Chica
La calle del Mediodía Chica es una vía pública de la ciudad española de Madrid, situada en el barrio de Palacio, distrito Centro.

## Descripción
La vía discurre desde la calle del Mediodía Grande hasta la de Calatrava. El título, que se debe a su situación geográfica, lo ostentaba ya en el plano de Espinosa. Aparece descrita en Las calles de Madrid (1889) de Hilario Peñasco de la Puente y Carlos Cambronero con las siguientes palabras:

Mediodía Chica. Desde la calle del Mediodía Grande á la de Calatrava. En el plano de Texeira aparece, pero sin nombre; en el de Espinosa con el actual. Se conservan antecedentes de construcciones particulares desde 1693. Tanto esta calle como la siguiente tomaron el nombre por su posición geográfica. La tradición asegura que el terreno de las dos calles era un cerrillo en tiempo de moros, que se denominaba del Mediodía, y á cuyo pie se hallaba el camino que conducía á las alquerías mozárabes.
(Peñasco de la Puente y Cambronero, 1889, p. 326)